# Butik Resah
Butik Resah är ett berg i Indonesien.   Det ligger i provinsen Aceh, i den västra delen av landet, 1 600 km nordväst om huvudstaden Jakarta. Toppen på Butik Resah är 1 507 meter över havet.
Terrängen runt Butik Resah är kuperad åt sydväst, men åt nordost är den bergig.Runt Butik Resah är det mycket glesbefolkat, med 4 invånare per kvadratkilometer. Det finns inga samhällen i närheten. I omgivningarna runt Butik Resah växer i huvudsak städsegrön lövskog.